# Коссмат, Франц
Франц Коссмат (нем. Franz Kossmat; 22 августа 1871, Вена — 1 декабря 1938, Лейпциг) — австрийско-германский геолог, минералог и геофизик; профессор Технического университете Граца.

## Биография
Франц Коссмат являлся профессором минералогии и геологии в Техническом университете Граца. 
С 1913 по 1934 год он состоял директором геологической службы Саксонии, а также — директором геолого-палеонтологического института при Лейпцигском университете. 
В 1920 году он опубликовал первую гравитационную карту Центральной Европы. В геологии Центральной и Западной Европы работы Коссмата до сих пор играют значимую роль: в частности, в изучении Герцинской складчатости. Кроме того он — наряду с Бено Гутенбергом, Людгером Минтропом, Эмилем Вихертом и другими — являлся 19 сентября 1922 года членом-учредителем Немецкого сейсмологического общества в Лейпциге, сегодня известного как Немецкое геофизическое общество (Deutsche Geophysikalische Gesellschaft, DGG).
С 1914 года Коссмат являлся членом Саксонской академии наук; в 1925 году он был избран членом Леопольдины и Геттингенской академии наук. 
В 1937 году стал член-корреспондентом Прусской академии наук.
11 ноября 1933 года Франц Коссмат был среди более 900 ученых и преподавателей немецких университетов и вузов, подписавших «Заявление профессоров о поддержке Адольфа Гитлера и национал-социалистического государства».

## Память
В 1955 году в честь Франца Коссмата была названа площадь «Kossmatplatz» в венском районе Фаворитен.

## Работы
- 1900: Ueber die geologischen Verhältnisse des Bergbaugebietes von Idria. in: Jahrbuch der k.k. Geologischen Reichsanstalt, Jg. 49, Wien, S. 259—286
- 1916: Paläogeographie (Geologische Geschichte der Meere und Festländer). 2., neubearb. Aufl. Berlin [u. a.]: Göschen (Sammlung Göschen; 406)
- 1920: Die mediterranen Kettengebirge in ihrer Beziehung zum Gleichgewichtszustande der Erdrinde. — Abh. d. Math.-Phys. Klasse der Sächs. Akad. d. Wiss., Band 38, Nr. 2, Leipzig (Teubner).
- 1922: Übersicht der Geologie von Sachsen, Dresden, Leipzig 1922, 2. Auflage 1925
- 1924: Geologie der zentralen Balkanhalbinsel, Gebr. Borntraeger
- 1927: Gliederung des varistischen Gebirgsbaues. Abhandlungen des Sächsischen Geologischen Landesamtes, Bd. 1. S. 1-39
- 1931: Das Erdbild und seine Veränderungen, Leipzig: Akademische Verlagsgesellschaft
- 1936: Paläogeographie und Tektonik. Berlin: Borntraeger